# Ки Колони Бич (Флорида)
Ки Колони Бич (енгл. Key Colony Beach) град је у америчкој савезној држави Флорида. По попису становништва из 2010. у њему је живело 797 становника.

## Демографија
Према попису становништва из 2010. у граду је живело 797 становника, што је 9 (1,1%) становника више него 2000. године.
| Група             | 2000.       | 2010.       |
| Белци             | 747 (94,8%) | 755 (94,7%) |
| Афроамериканци    | 4 (0,5%)    | 4 (0,5%)    |
| Азијати           | 0 (0,0%)    | 1 (0,1%)    |
| Хиспаноамериканци | 35 (4,4%)   | 32 (4,0%)   |
| Укупно            | 788         | 797         |